# Pieter Perret
Pieter Perret (Antwerpen, ca. 1555 – Madrid, 1625) was een Zuid-Nederlands graveur die in Spanje werkte in dienst van koning Filips II. Hij introduceerde er de kopergravure op groot formaat. Zijn gelijknamige zoon, ook een graveur, werd bekend onder de verspaanste naam Pedro Perete.

## Leven

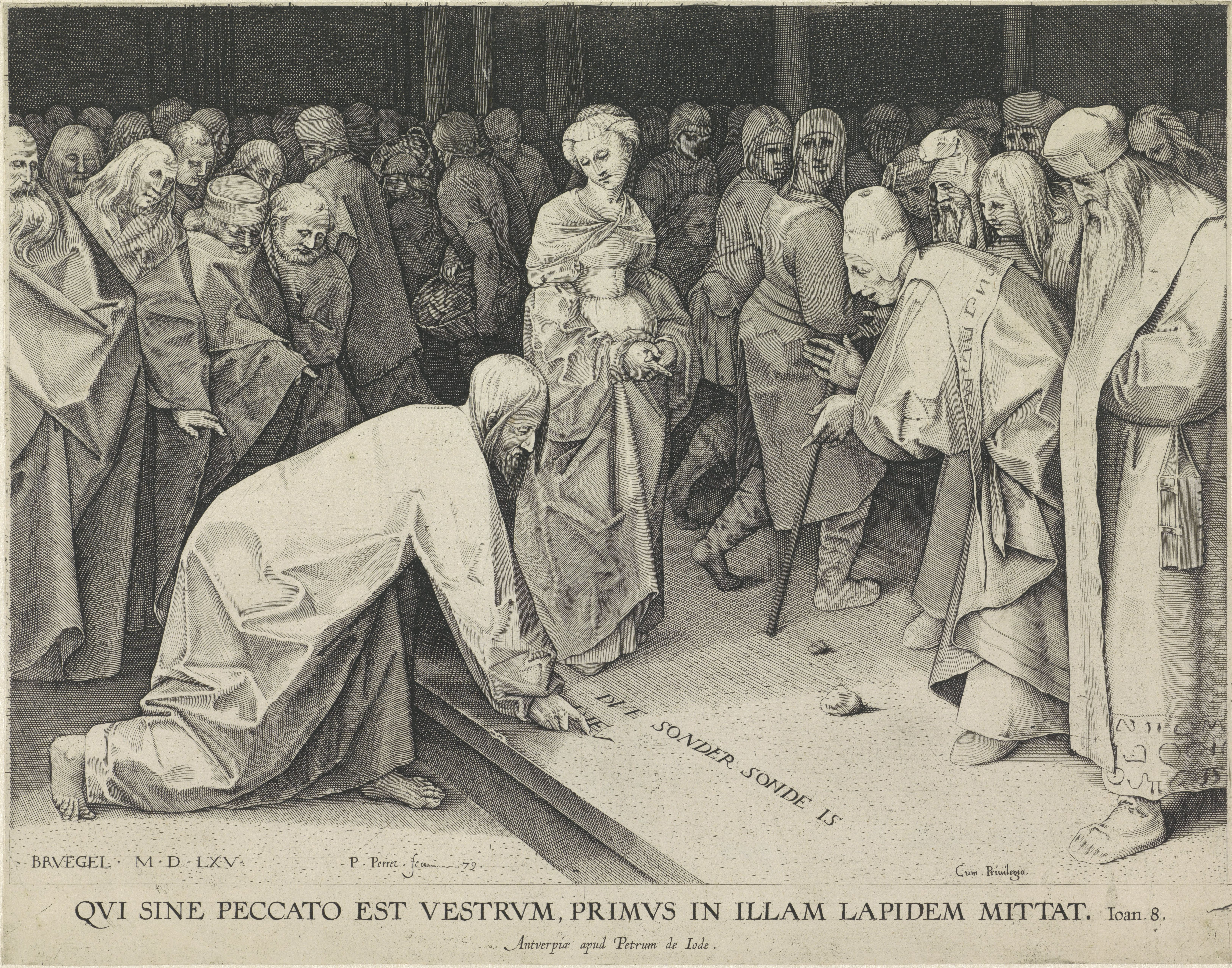
Christus en de overspelige vrouw, 1579 (naar het schilderij van Pieter Bruegel, dat hij in bruikleen moet hebben gekregen)

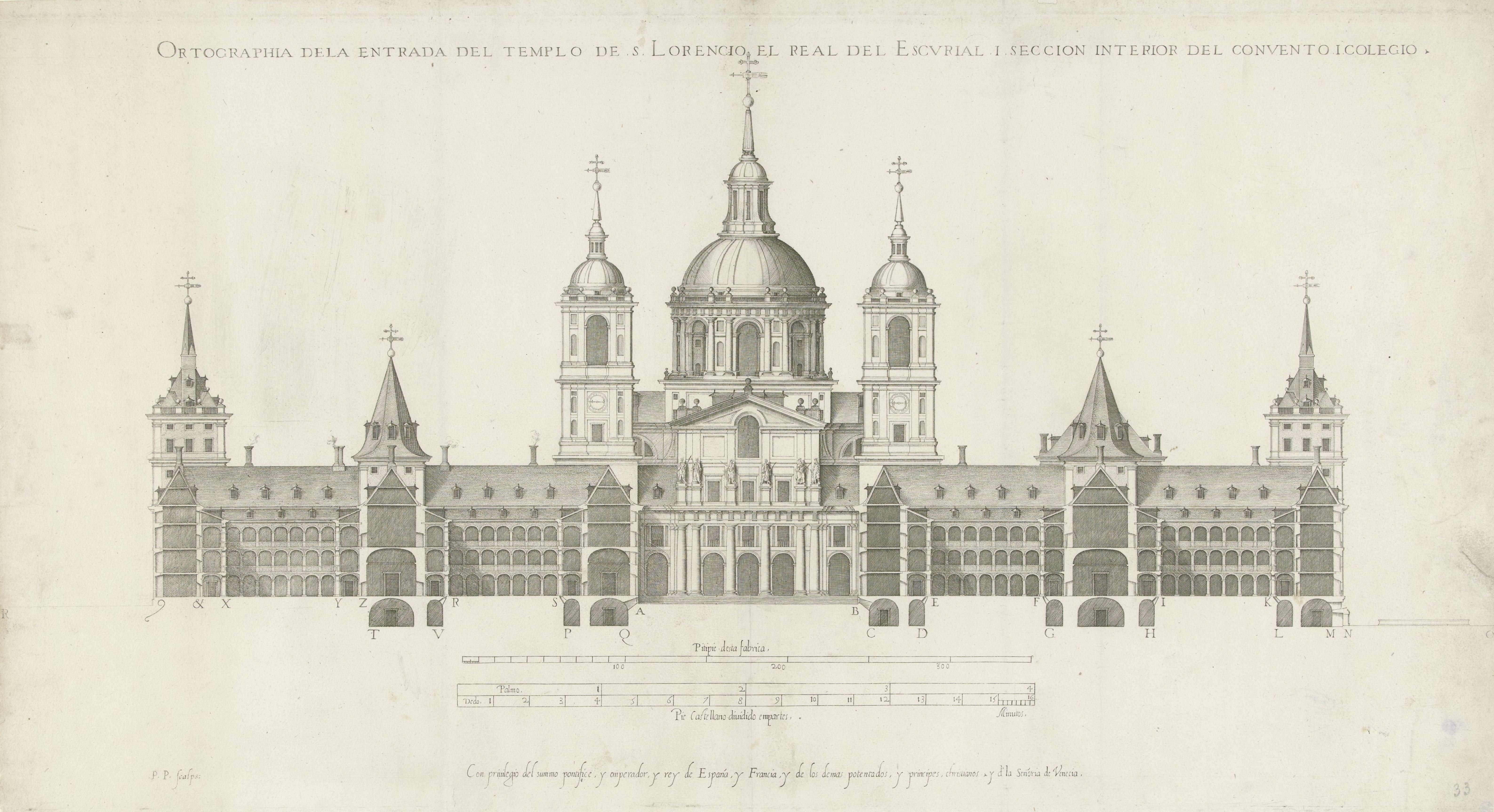
Vooraanzicht van de kerk van het Escorial en doorsnede van het klooster en college (naar Juan de Herrera)

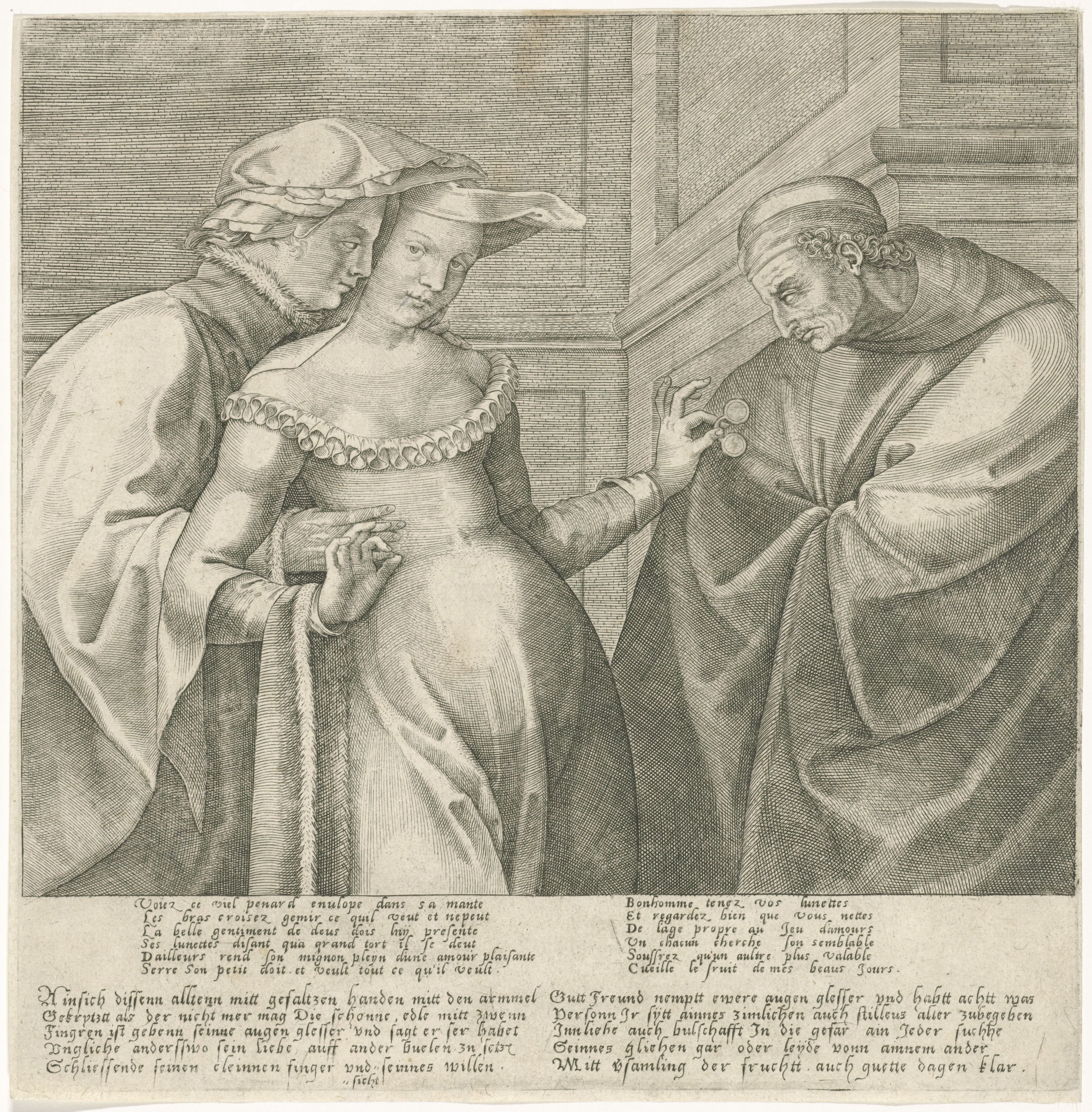
Allegorie op de liefde en op de impotentie

Perret was een leerling van de graveurs Maarten de Vos en Gerard de Jode. Vóór 1578 maakte hij een Italiëreis en werkte hij in Rome met Cornelis Cort. Daarna keerde hij terug naar Antwerpen, waar hij de gelegeheid kreeg een werk van Pieter Bruegel te graveren. De volgende etappe bracht hem naar Beieren om er hofgraveur te worden van hertog Willem IV. Gedurende deze tijd heeft hij vermoedelijk ook in Parijs gewerkt, afgaand op een prent die hij maakte met Nicolas Leblond van een schilderij uit de School van Fontainebleau over de Commedia dell'Arte.
In 1584 deed Juan de Herrera, de architect van het Escorial, een beroep op Perret om zijn bouwkundige tekeningen van het klooster-paleiscomplex op koperplaat te zetten. Voor deze opdracht, die ook het weergeven van planten uit de kloostertuin omvatte, kreeg de graveur een vergoeding van 600 dukaten. Hij verhuisde naar Madrid en verbond zich ertoe geen ander werk te aanvaarden tot de opdracht was voltooid, wat duurde tot de verschijning in 1589 van het boekje Sumaria y breve declaración de los diseños y estampas de la fábrica de San Lorenzo del Escorial. Bij wijze van uitzondering op het verbod ander werk aan te nemen, publiceerde Perret in 1585 het eerste van zijn portretten, dat van keizerin Maria van Oostenrijk.
In 1590 keerde Perret terug naar Antwerpen, waar hij in 1594 meester werd in de Sint-Lucasgilde. Tussen 1591 en 1595 publiceerde hij enkele allegorische gravures naar tekeningen van Otto van Veen, waaronder werken opgedragen aan Herrera en Filips II. Andere prenten uit deze tijd waren kleine afbeeldingen van de profeten Daniël, Ezechiël en Haggai, naar ontwerpen van Nicolas van Houy, voor het werk Icones Prophetarum maiorum et minorum (1594) dat Philip Galle in Antwerpen publiceerde. Kopieën van deze drie platen worden bewaard in het Lázaro Galdiano Museum in Madrid.
In 1595 werd Perret door Filips II aangesteld tot graveur van de Geheime Kamer (tallador de cámara), met een jaarloon van 100 dukaten. Hij vestigde zich in Madrid en legde zich er toe op het uitgeven van boeken. Hij richtte zich niet alleen op boekomslagen en portretten, maar ook op typografische tekens en kleine ornamenten. In deze Madrileense periode publiceerde Perret minstens vierendertig boeken. Wellicht verhuisde tijdens de Iberische Unie naar Lissabon en gaf hij ook daar boeken uit.
Enkele van zijn bekendste werken uit deze tijd zijn portretten, waaronder het Retrato de San Ignacio de Loyola, opgenomen in de Obras van pater Ribadeneira. Ook opmerkelijk zijn de portretten van de cisterciënzer theoloog Jerónimo Llamas, van Mateo Alemán en van Ginés Rocamora.
Van 1609 tot zijn dood publiceerde hij de omslagen van de meeste boeken in Madrid. Onder de boeken die hij uitgaf waren La conquista de las Molucas van Bartolomé Leonardo de Argensola (1609), De la veneración que se debe a los cuerpos de los santos ya sus reliquias van Sancho Dávila Toledo (1611), Compendio de las fiestas que se hicieron en la beatificación de la madre Teresa de Jesús van Diego de San José (1615), Consejo i consejero de príncipes van Lorenzo Ramírez de Prado (1617) en Filipe Segundo Rey de España van Luis Cabrera de Córdoba (1619). Hij graveerde ook twee illustraties naar ontwerpen van de architect Juan Gómez de Mora. De omslag van de Eróticas of Amatorias van Esteban Manuel de Villegas, gedrukt door Juan de Mongastón in 1618, lijkt ook van hem te zijn.